# Рандаберг
Рандаберг (норв. Randaberg) — коммуна в губернии Ругаланн в Норвегии. Административный центр коммуны — город Рандаберг. Официальный язык коммуны — нейтральный. Население коммуны на 2016 год составляло 10 737 человек. Площадь коммуны Рандаберг — 24,63 км², код-идентификатор — 1127.

## История

### Доисторические времена
На территории современного города проживали древние норвежцы, пришедшие сюда, как предполагается, ок. 12,000 лет назад. Также предполагается, что в близлежащей пещере Свартхола (норв. Svarthola) (иначе - Вистехоло(норв. Vistehålå)) с 6000 г. до н.э. проживала группа из 25 человек. Эти люди были в основном собирателями и охотниками, но с периода ок. 4000 г. до н.э. они начали заниматься и животноводством, а с 2000 г. до н.э. это стало их основным занятием.

### Герб
Возникновение герба Рандаберга относится к нашему времени. Он был утвержден 26 июня 1981 года. На гербе изображено 14 монет на синем фоне. Края герба снизу закругляются, потому что слово "rond", от которого и произошло название города (норв. Randaberg), означает "край, кромка", а монеты расположены как раз по краям поля герба. Монеты символизируют камни округлой формы, которые в больших количествах были найдены на пляже в городе.

### История населения коммуны
Население коммуны за последние 60 лет.

Статистика коммуны Рандаберг

## Экономика
Основу экономики этого района составляет до сир пор процветающее сельское хозяйство. Здесь выращивается более 80% норвежской петрушки. Каждый год здесь вырастает первый картофель, который отдается норвежской королевской семье. Пригороды, в которых живет больше всего людей: Сентрум (норв. Sentrum) (310 домов), Висте Хагебю (норв. Viste Hageby) (315 домов) и Грёдем (норв. Grødem) (135 домов).

### Рекреационные ресурсы
Летом пляжи рядом с Рандабергом пользуются большой популярностью и считаются одними из лучших в регионе Ставангера. Сандестрэн (норв. Sandestraen) и Вистестрэн (норв. Vistestraen) - наиболее известные из них. Также популярностью пользуется небольшое озеро Холандсваннет (норв.  Hålandsvannet).

## Культура
Главным местом тысятелетия в городе был выбран центр с прилегающими районами, а главным зданием - Церковь в Грёдеме. Также была высажена Аллея Тысячелетия.

### Образование
В коммуне Рандаберг функционируют три школы: школа в Харестаде (норв. Harestad skole), школа в Грёдеме (норв. Grødem skole) и школа в Гоа (норв. Goa skole). Во всех школах - 10-летнее образование.

## Известные уроженцы и жители
- Йон Торбергссон (род. 1153) Lendemann og adelsmann
- Ранхильд Йонсдаттер (род. 1178) Gift med Skule Bårdsson, mormor til Magnus Lagabøte
- Рейдар Гоа, (1942) футболист
- Бьярте Тьёстхейм (1967), underholder i NRK P3
- Том Тведт (1968) политик, fylkesordfører i Rogaland
- Бент Хёйе (1971) Представитель от Хёйре в Стортинге
- Руне Хольта (1973) Verdensmester i Speedway
- Ханс-Петер Линдстрём, (1973) продюсер, DJ и музыкант
- Эрик Фуглестад, (1974) футболист
- Бёрге Фьордхейм, (1975) музыкант
- Александр Габриэльсен (1985) футболист
- Твен Аустбё, (1985) футболист
- Фред Антон Ингебриктсен, investor
- Иселин Нюбё  (род. 1981), политический и государственный деятель